# Коренченко Олег Володимирович
Оле́г Володи́мирович Коренченко (нар. 17 березня 1991, м. Дніпро — пом. 14 червня 2014, м. Луганськ, Україна) — український військовослужбовець, десантник, солдат Збройних сил України.

## Життєпис
Олег Коренченко народився у місті Дніпро. 2009 року закінчив загальноосвітню школу № 118. З дитинства мріяв мандрувати, навіть хотів стати моряком, навчався у Міській флотилії юних моряків і річковиків. Але зрештою обрав професію провідника і 2009 року вступив до Дніпропетровського професійного залізничного ліцею, який закінчив у 2010 році, здобувши професію «Провідник пасажирського вагона, касир квитковий». Після закінчення ліцею був працевлаштований провідником пасажирського вагону станції «Дніпропетровск-Південний» (з 2017 — «Дніпро-Лоцманська») Відокремленого структурного підрозділу «Дніпропетровське пасажирське вагонне депо» регіональної філії «Придніпровська залізниця» ПАТ «Укрзалізниця».
З 20 квітня 2011 по 17 квітня 2012 проходив строкову військову службу в батальйоні матеріально-технічного забезпечення 93-ї окремої механізованої бригади, в/ч А1302, смт Черкаське, Дніпропетровська область. Після служби повернувся на роботу вже на головну станцію «Дніпропетровськ» (з 2017 — «Дніпро-Головний»), дуже любив свою професію, за два роки після армії побачив усю Україну, їздив у рейси до Москви і Санкт-Петербургу, в Білорусь. Найбільше любив рейси в Західну Україну, обожнював Львів. Збирався 2014 року вступати до Дніпропетровського університету залізничного транспорту.
У зв'язку з російською збройною агресією проти України 25 березня 2014 року мобілізований на захист Батьківщини. З весни брав участь в антитерористичній операції на Сході України, у квітні тиждень був в районі Донецька, потім біля Слов'янська.
Солдат, номер обслуги 25-ї Дніпропетровської повітряно-десантної бригади Високомобільних десантних військ ЗС України, в/ч А1126, смт Гвардійське, Дніпропетровська область.

## Обставини загибелі
13 червня 2014 року десантники готувались до відправлення в зону проведення АТО. У ніч на 14 червня трьома військово-транспортними літаками Іл-76 МД з інтервалом у 10 хвилин вони вилетіли в Луганський аеропорт на ротацію особового складу. На борту також була військова техніка, спорядження та продовольство.
14 червня о 0:40 перший літак (бортовий номер 76683), під командуванням полковника Дмитра Мимрикова приземлився в аеропорту.
Другий Іл-76 МД (бортовий номер 76777), під керівництвом командира літака підполковника Олександра Бєлого, на борту якого перебували 9 членів екіпажу 25-ї мелітопольської бригади транспортної авіації та 40 військовослужбовців 25-ї Дніпропетровської окремої повітряно-десантної бригади, о 0:51, під час заходу на посадку (аеродром міста Луганськ), на висоті 700 метрів, був підбитий російськими терористами з переносного зенітно-ракетного комплексу «Ігла». В результаті терористичного акту літак вибухнув у повітрі і врізався у землю поблизу території аеропорту. 49 військовослужбовців — весь екіпаж літака та особовий склад десанту, — загинули. Третій літак за наказом повернувся в Мелітополь.
|                                                  | Там все було дуже грамотно по-військовому сплановано. Там без Росії не обійшлось. Вогонь вівся з усіх сторін. Це було не на рівні ненавчених бойовиків. Обстріл літака вівся дуже грамотно. Спочатку підсвічували трасером, а потім били. Із ПЗРК неможливо було збити літак, навіть якби боєприпас потрапив у двигун, то літак все рівно не загинув би. Стріляли з «Шилки». |
| — Командир 25-ї БрТрА полковник Дмитро Мимриков. | |

Пройшло більше 40 діб перш ніж десантників поховали: українські військові збирали рештки тіл загиблих, влада домовлялася з терористами про коридор для евакуації, в Дніпрі проводились експертизи ДНК для ідентифікації.
25 липня в місті Дніпро у Палаці Металургів прощались з чотирма десантниками: Юрієм Ковальчуком, Сергієм Шумаковим, Артемом Санжаровцем та Олегом Коренченком. Похований на Лівобережному кладовищі міста Дніпро.
Залишилась мати Валентина Олександрівна, старша сестра Світлана.

## Нагороди та відзнаки
- Орден «За мужність» III ст. (20.06.2014, посмертно) — за особисту мужність і героїзм, виявлені у захисті державного суверенітету та територіальної цілісності України, вірність військовій присязі та незламність духу[5].
- Нагрудний знак «За оборону Луганського аеропорту» (посмертно).

## Вшанування пам'яті
- 28 жовтня 2014 року в Дніпрі на стелі пам'яті про загиблих робітників Дніпропетровського пасажирського вагонного депо (проспект Сергія Нігояна, 42Б), де працював Олег Коренченко, йому відкрито меморіальну дошку. Також, Олегу Коренченку присвячена одна з експозицій деповського музею[6].
- 13 червня 2015 року в Дніпрі на Алеї Героїв до роковин загибелі військових у збитому терористами літаку Іл-76 встановили пам'ятні плити з іменами загиблих воїнів[7].
- 18 червня 2016 року на території військової частини А1126 в смт Гвардійське урочисто відкрили пам'ятник воїнам-десантникам 25-ї повітряно-десантної бригади, які героїчно загинули під час бойових дій в зоні проведення АТО. На гранітних плитах викарбувані 136 прізвищ, серед них і 40 десантників, які загинули у збитому літаку в Луганську[8].